# Aeroportul Kokhanok
Aeroportul Kokhanok (IATA: KNK, ICAO: PFKK, FAA LID: 9K2) este un aeroport din Alaska, Statele Unite ale Americii ce deservește zona Kokhanok⁠(d). Aeroportul a fost tranzitat în 2019 de 2.670 de pasageri. A fost numit după zona deservită.
Situat la o altitudine de 35 m, aeroportul dispune de 1 pistă. Este operat de Alaska Department of Transportation & Public Facilities⁠(d).

## Infrastructură

### Piste
Aeroportul dispune de o singură pistă. Pista 06/24 are suprafața de pietriș și dimensiunile 3.300 picioare × 75 picioare. 